# PJ-21
PJ-21 var ett radarstation som användes av svenska flygvapnet för stridsledning av jaktplan. Jaktradarstation PJ-21 bestod av två delar: spaningsradar PS-14 och höjdradar PH-13. 
PJ-21 var ursprungligen transportabel, detta betecknades med "/T" efter benämningen: PJ-21/T. 

## PJ-21/T
Den rörliga varianten av PJ-21 bestod av följande sju fordonsburna enheter:

### Indikatorvagn DU5
Indikatorvagnen som var uppbyggd på ett 2,5 tons GMC-chassi 6x6 innehöll följande:
- två indikatorer PPI
- höjdmätningsindikator HPI
- manöverenheter för respektive radar
- en 20-linjers telefonväxel

Här tjänstgjorde radarobservatörer och radarjaktledare.

### Tre elverk
Elverket drevs av en 6-cylindrig bensinmotor på 45 hk tillverkad av Penta, generatorns uteffekt var på 25 kVA.

## PJ-21/F
Senare byggdes vissa anläggningar om till fasta stationer som därvid fick benämningen PJ-21/F. Dessa stationer placerades i bergrum i anslutning till luftförsvarscentraler. 
Installerades i följande sektorer O3, O2, O1, S2 O3R, ÖN3 och S1.